# Супербоул XL
Супербоул XL (англ. Super Bowl XL) — 40 матч Супербоула, решающая игра Национальной футбольной лиги в сезоне 2005 года. Матч прошёл 5 февраля на стадионе «Форд Филд» в городе Детройт (штат Мичиган, США).
В матче получили право играть лучшая команда Американской футбольной конференции — «Питтсбург Стилерз» и Национальной футбольной конференции — «Сиэтл Сихокс».
В пятый раз победу в Супербоуле одержал «Питтсбург», обыграв «Сиэтл» 21-10. Ресивер «Стилерс» Хайнс Уорд был признан самым ценным игроком матча.

## Трансляция
В США игру транслировал ABC.

## Ход матча
«Питтсбург Стилезс» завоевали трофей в пятый раз в своей истории и впервые с 1980 года. Начало финала осталось за «Сиэтлом», который после филд-гола Джоша Брауна ушел на первый перерыв в роли лидера со счетом 3:0. Но в дальнейшем футболистам «Питтсбурга» удалось сделать сразу три тачдауна против одного у соперника, что и предопределило победу «Стилерс». Последний тачдаун удался Хайнсу Уорду за 9:44 до конца четвёртой четверти. Он и установил итоговый счёт. Именно Уорд был признан MVP финала.
Супербоул XL: Питтсбург Стилерс 21, Сиэтл Сихокс 10
|               | 1 | 2 | 3 | 4 | Финал |
| ------------- | - | - | - | - | ----- |
| Сихокс (НФК)  | 3 | 0 | 7 | 0 | 10    |
| Стилерз (АФК) | 0 | 7 | 7 | 7 | 21    |

на «Форд Филд», Детройт, штат Мичиган
- Дата: 5 февраля 2006 года
- Погода в игре: −1 ° C (30℉) на улице. 20 ° C (68℉) внутри стадиона, крыша закрыта
- Посещаемость: 68 206

SEA = Сиэтл, PIT = Питтсбург.
- Первая четверть
  - SEA — Джош Браун, филд-гол с 47 ярдов, 0:27. Сихокс повели 3-0
- Вторая четверть
  - PIT — Бен Рётлисбергер, тачдаун, 1:55. Стилерз повели 7-3
- Третья четверть
  - PIT — Уилли Паркер, тачдаун, 14:38. Стилерз лидируют 14:3
  - SEA — Джереми Стивенс, тачдаун, 6:45. Стилерз лидируют 14:10
- Четвёртая четверть
  - PIT — Хайнс Уорд, тачдаун, 8:56. Стилерз лидируют 21-10